# خزش نابجایی
خزش نابجایی یک مکانیزم تغییر شکل در مواد بلوریاست. خزش نابجایی شامل حرکت نابجایی‌ها در یک شبکه کریستالی ماده است که در مقابل این نوع خزش، خزش نفوذی قرار دارد و در آن انتشار (فضاهای خالی) مکانیزم غالب خزش است. خزش نابجایی باعث تغییر شکل پلاستیک کریستال‌های منفرد و در نتیجه، خود مواد می‌شود.
خزش نابجایی نسبت به اختلاف مقدار تنش فشاری روی مواد بسیار حساس است و در دماهای پایین، مکانیزم غالب تغییر شکل در اکثر مواد بلوری است. برخی از مکانیزم‌های شرح داده شده در زیر داده‌های نظری هستند و با مشاهدات تجربی ریزساختاری قابل تحقیق نیستند یا تاکنون صورت نگرفته‌است.

## اصول

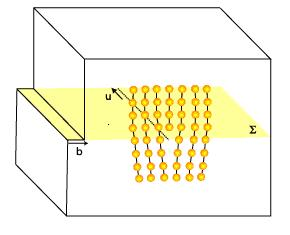
نمایش شماتیک یک جابجایی لبه ای در یک شبکه کریستالی. صفحه زرد، سطح لغزش است، بردار u نشان دهنده نابجایی و b بردار برگرز است. هنگامی که نابجایی از سمت چپ به راست کریستال حرکت می‌کند، نیمه پایینی بلور به اندازه یک طول بردار برگرز نسبت به نیمه بالایی به سمت چپ منتقل می‌شود.

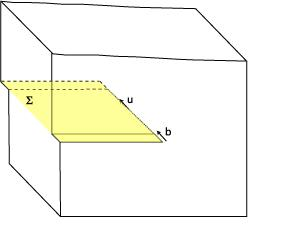
نمایش شماتیک نابجایی پیچی در یک شبکه کریستالی. صفحه زرد (Σ)، سطح لغزش است. بردار u نشان دهنده نابجایی و b بردار برگرز است. هنگامی که نابجایی از عقب به جلوی بلور حرکت می‌کند، نیمه پایینی بلور به اندازه یک طول بردار برگرز نسبت به نیمه بالایی به سمت جلو منتقل شده می‌شود.

### نابه‌جایی در بلورها
خزش نابجایی به دلیل حرکت نابه‌جایی‌ها در یک شبکه کریستالی صورت می‌گیرد. هربار که یک نابجایی در کریستال حرکت می‌کند، بخشی از کریستال به اندازه ی یک نقطه شبکه در امتداد آن صفحه نسبت به بقیه کریستال ها، جابه‌جا می‌شود. این صفحه که نواحی جابه‌جا شده و جابه‌جانشده را جدا می‌کند و حرکت در سطح آن صورت می‌گیرد، صفحهٔ لغزش نامیده می‌شود. برای تسهیل این حرکت باید تمام پیوندهای یونی در سطح صفحه شکسته شوند. اگر بخواهیم همه پیوندها به یکباره شکسته شوند، انرژی بسیار زیادی مورد نیاز خواهد بود که در آن صورت خزش نابجایی فقط در تئوری امکان‌پذیر می‌شود. اما هنگامی که فرض شود این حرکت گام به گام صورت می‌گیرد، بلافاصله بعد از شکستن هر پیوند، پیوندهای جدیدی شکل می‌گیرند و در نتیجه انرژی مورد نیاز، بسیار کمتر است. در محاسبات دینامیک مولکولی و آنالیز مواد تغییر شکل یافته نشان داده‌ شده‌است که خزش می‌تواند یک عامل مهم در فرایندهای تغییر شکل باشد.
با حرکت یک نابه‌جایی مرحله به مرحله در یک شبکه‌ی کریستالی، یک نقص بلوری خطی  در شبکه کریستالی ایجاد می‌شود. به‌طور کلی دو نوع نابه‌جایی وجود دارد: نابه‌جایی‌های لبه ای و نابه‌جایی‌های پیچی. در نابه‌جایی‌های لبه ای، یک لایه‌ی اضافی از اتم‌ها را در داخل شبکه کریستالی تشکیل می‌دهند. نابه‌جایی یک خط را تشکیل می‌دهد که در طول آن شبکه کریستال از یک نقطه‌ی شبکه کریستالی جهش می‌کند. در هر دو حالت خط نابجایی یک نقص خطی را در شبکه کریستالی ایجاد می‌کند، اما کریستال هنوز هم می‌تواند در اطراف خط بی‌نقص باشد.
طول جابجایی در بلور ناشی از حرکت نابجایی، بردار برگرز نامیده می‌شود که با فاصله بین دو اتم یا یون در شبکه بلوری برابر است؛ بنابراین هر ماده دارای بردار منحصر به فرد برگرز برای هر سطح لغزش است.

### سطوح لغزش در بلورها
نابجایی‌های لبه ای و پیچی هر دو در جهت‌های موازی با بردار برگرز خود حرکت می‌کنند. نابجایی‌های لبه‌ای در جهت‌های عمود بر خطوط نابجایی و نابجایی‌های پیچی در جهتی به موازات خطوط نابجایی خود حرکت می‌کنند. این باعث می‌شود قسمتی از بلور نسبت به سایر قسمت‌های آن جابه‌جا شود. خود نابجایی بیشتر در سطح لغزش حرکت می‌کند. سیستم کریستالی مواد (مواد معدنی یا فلزی) سطوح لغزش محتمل و جهت‌گیری آن‌ها را تعیین می‌کند. این‌که کدام سطوح لغزش فعال هستند یا نیستند به مقدار و جهت اختلاف تنش بستگی دارد. طبق معیار Von Mises برای تغییر شکل یک ماده، حداقل حرکت در پنج سطح لغزش متفاوت لازم است. نابجایی‌ها همیشه در طول یک خط راست نخواهد بود و می‌تواند در بیش از یک سطح لغزش حرکت کند. در جایی که جهت‌گیری خطوط نابجایی تغییر می‌کند، نابجایی پیچی می‌تواند مانند یک نابجایی لبه ای ادامه عمل کند و بالعکس.

### منشأ نابجایی‌ها
هنگامی که یک ماده بلوری تحت تنش‌های متفاوت قرار می‌گیرد، نابجایی‌ها در مرزهای دانه شکل می‌گیرند و شروع به حرکت در بلور می‌کنند.
نابجایی‌های جدید همچنین می‌توانند از منابع فرانک-رید ایجاد شوند. هنگامی که یک نابجایی در دو جا متوقف می‌شود، بخشی از نابجایی که در بین قرار گرفته، به جلو حرکت می‌کند و باعث می‌شود خط نابجایی انحنا پیدا کند؛ که این منحنی می‌تواند تا جایی که یک دایره کامل تشکیل شود، ادامه پیدا کند. در مرکز دایره، منبع، نابجایی جدیدی ایجاد می‌کند و این فرایند نابجایی‌های هم‌مرکز و متوالی را شکل می‌دهد. منابع فرانک-رید هم چنین موجب لغزش متقابل دو برابر می شود (دو مرتبه صفحه های لغزش را تغییر دهید) ، زیرا حرکت در خط دررفتگی باعث دررفتگی در صفحه 3 می شود.

## حرکت نابجایی

### سر خوردن نابجایی
نابجایی می‌تواند تا زمانی‌که به یک مرز دانه (مرز بین دو بلور) برخورد کند به‌طور ایده‌آل در کریستال حرکت کند. وقتی به مرز دانه می‌رسد، نابجایی ناپدید می‌شود. در این حالت کمی تنش برشی به کل بلور وارد می‌شود. (به مرجع احتیاج دارد). روش‌های مختلفی وجود دارد که حرکت نابجایی را می‌تواند کند یا حتی متوقف کند. هنگامی که یک نابجایی در امتداد چندین سطح لغزش مختلف حرکت می‌کند، به دلیل ناهمسانگردی برخی از مواد، می‌تواند سرعت‌های مختلفی را در صفحات مختلف داشته باشد. نابجایی‌ها همچنین می‌توانند در راه خود با نقص‌های دیگری در کریستال مانند سایر نابجایی‌ها یا عیوب نقطه‌ای مواجه شوند. در چنین مواردی، بخشی از نابجایی می‌تواند کند شود یا حتی به‌طور کلی حرکت را متوقف گردد.
در طراحی آلیاژ، از این اثر بسیار استفاده می‌شود. با افزودن یک اتم یا فاز متفاوت، مانند مقدار کمی کربن به آهن، آهن استحکام‌بخشی می‌شود؛ به این معنی که تغییر شکل مواد دشوارتر خواهد شد. اتم‌های کربن در شبکه‌های کریستالی آهن به عنوان ذرات بین نشین (عیب نقطه‌ای) عمل می‌کرده و نابجایی‌ها دیگر به آسانی قبل قادر به حرکت نیستند.

### صعود نابجایی و بازیابی
نابجایی‌ها نقص‌هایی در یک شبکه کریستالی هستند که از نظر ترمودینامیکی میزان انرژی آزاد در سیستم را افزایش می‌دهند؛ بنابراین، قسمت‌هایی از بلور که نابجایی بیشتری دارند نسبتاً ناپایدار خواهند بود. با تبلور مجدد، بلور می‌تواند خود را ترمیم کند و بازیابی ساختار بلوری همچنین می‌تواند با برخورد دو نابجایی با جهت‌های مخالف صورت گیرد.
نابجایی که توسط یک مانع (عیب نقطه‌ای) متوقف شده‌است، می‌تواند بر مانع غلبه کرده و دوباره با فرایندی به نام صعود نابجایی دوباره حرکت کند. برای اینکه صعود نابجایی اتفاق بیفتد، جاهای خالی باید بتوانند در کریستال حرکت کنند. هنگامی که جای خالی به محلی که نابجایی در آن گیر کرده‌است می‌رسد، می‌تواند باعث صعود نابجایی از سطح لغزش خود شود، که پس از آن عیب نقطه‌ای دیگری سر راه قرار ندارد. از این رو صعود نابجایی به سرعت واپخش (نفوذ) جای خالی بستگی دارد که مانند همه فرایندهای نفوذ، بسیار وابسته به دما است. در دماهای بالاتر، نابجایی‌ها به راحت‌تر امکان عبور از موانع را دارند. به همین دلیل، بسیاری از مواد سخت شده در دماهای بالا به شدت ضعیف می‌شوند.
برای کاهش انرژی آزاد در سیستم، نابجایی‌ها در ماطق کم‌انرژی متمرکز می‌شوند، بنابراین مناطق دیگر عاری از نابجایی‌ها خواهند بود. این منجر به تشکیل دیواره‌های نابجایی یا صفحات کریستالی با تجمع نابجایی‌ها می‌شود. نابجایی‌های لبه‌ای دیواره‌های کج، و نابجایی‌های پیچی دیواره‌های پیچشی را به‌وجود می‌آورند. در هر دو مورد، افزایش متجمع نابجایی‌ها در دیواره باعث افزایش زاویه بین جهت‌گیری شبکه کریستالی در دو طرف دیواره می‌شود که زیردانه‌ها را شکل می‌دهد. این فرایند تبلور مجدد چرخشی زیردانه (SGR) نامیده می‌شود و در نهایت می‌تواند منجر به تشکیل دانه‌های جدید شود و دیواره نابجایی نقش مرز دانه جدید را ایفا می‌کند.

## سینتیک
به‌طور کلی، قانون توان خزش مرحله ۲ به صورت زیر است: {\displaystyle {\dot {\epsilon }}=A\sigma ^{m}\exp({\frac {-Q_{c}}{RT}})}
که {\displaystyle m} نمای تنش و {\displaystyle Q_{c}} انرژی فعال سازی خزش است ، {\displaystyle R} ثابت گاز ایده‌آل ، {\displaystyle T} دما است، و {\displaystyle A} ثابت وابسته به مکانیزن است.
نمای {\displaystyle m} میزان وابستگی به تنش مکانیزم خزش را توصیف می‌کند. مقدار {\displaystyle m} برای خزش نفوذی از ۱ تا ۲ متغیر است، برای خزش همراه با صعود از ۳ تا ۵، و برای خزش همراه با لغزش از ۵ تا ۷ متغیر است.

### نابجایی لغزشی

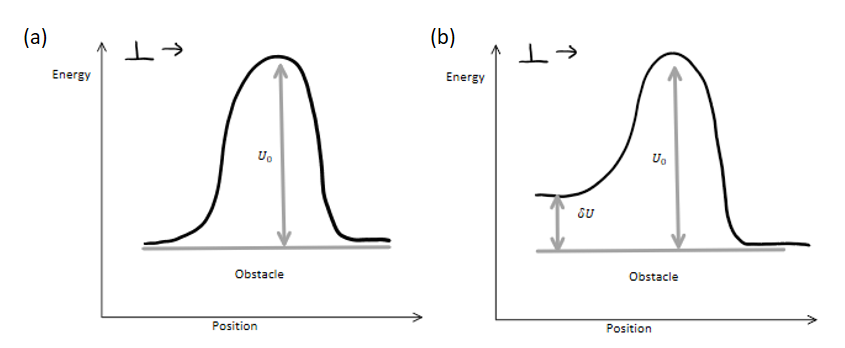
طرحواره ای از انرژی داخلی نابجایی هنگام عبور از یک مانع وقتی (الف) هیچ کار اضافی ای اعمال نشده‌است؛ و (ب) کار از طریق تنش و انتقال گرما اعمال شده‌است.

آهنگ خزش لغزشی نابجایی را می‌توان با استفاده از معادله آرنیوس برای سرعت حرکت نابجایی تعیین کرد. معادله به صورت زیر نوشته، می‌شود:
{\displaystyle {\dot {\varepsilon }}_{back}\varpropto \exp({\frac {-U_{0}}{kT}})}
که {\displaystyle U_{0}} انرژی مانع است؛ {\displaystyle \delta U} کار فراهم شده توسط تنش اعمالی و از انرژی حرارتی است که سبب می‌شود تا از مانع عبور کند. {\displaystyle k} ثابت بولتزمن و {\displaystyle T} دمای سیستم است.
به همین ترتیب، آهنگ فرایند معکوس:
{\displaystyle {\dot {\varepsilon }}_{total}\varpropto {\dot {\varepsilon }}_{forward}+{\dot {\varepsilon }}_{back}}
نرخ کلی خزش به صورت زیر است:
بنابراین، آهنگ خزش ناشی از لغزش نابجایی:
{\displaystyle {\dot {\varepsilon }}_{DG}=\varepsilon _{0}*\exp({\frac {-U_{0}}{kT}})*[-1+\exp({\frac {\delta U}{kT}})]\approx \exp({\frac {\delta U}{kT}})}
در دماهای پایین، این عبارت تبدیل می‌شود به:
{\displaystyle {\dot {\varepsilon }}_{DG}=\varepsilon _{0}*\exp({\frac {-U_{0}}{kT}})*\exp({\frac {\delta U}{kT}})}
انرژی فراهم شده برای نابجایی عبارت است از:
{\displaystyle \delta U=\tau ba_{s}}
که {\displaystyle \tau } تنش اعمال شده، {\displaystyle b} بردار برگرز، و {\displaystyle a_{s}} مساحت صفحهٔ لغزش است.
بنابراین، بیان کلی برای آهنگ سر لغزش نابجایی می‌تواند به‌صورت زیر نوشته شود:
{\displaystyle {\dot {\varepsilon }}_{DG}=\varepsilon _{0}*\exp({\frac {-U_{0}}{kT}})*[-1+\exp({\frac {\tau ba_{s}}{kT}})]}
بنابراین، صورت {\displaystyle \tau ba_{s}} انرژی ناشی از تنش و مخرج {\displaystyle kT} انرژی حرارتی است این عبارت برگرفته از مدلی است که تنش پلاستیک مستقل از نفوذ اتمی است.
آهنگ خزش با انرژی فعال‌سازی درونی({\displaystyle U_{0}}) و نسبت انرژی تنش ({\displaystyle \tau ba_{s}}) به انرژی حرارتی ({\displaystyle kT}) تعیین می‌شود. با افزایش این نسبت، آهنگ خزش بیشتر می‌شود و انرژی تنش بیشتر از انرژی گرمایی افزایش می‌یابد. همه فرمول‌های آهنگ خزش جملات مشابهی دارند، اما توان وابستگی به انرژی فعال سازی درونی (یعنی {\displaystyle m} نما) در مکانیزم‌های متفاوت تنش، فرق می‌کند.

### خزش با جریان نابجایی و نفوذی
مکانیزم‌های خزش یعنی خزش نابجایی و خزش نفوذی، شامل خزش حل‌شونده-درگ، صعود-لغزش نابجایی و خزش هارپر-دورن است.

#### خزش حل‌شونده-درگ
خزش حل‌شونده-درگ (Solute-Drag) با جریان دندانه دار مشخص می‌شودو به‌طور معمول در آلیاژهای فلزی مشاهده می‌شود که خزش کوتاه مدت در آن‌ها رخ نمی‌دهد. آهنگ خزش این مواد تا رسیدن به حالت پایدار افزایش می‌یابد.

#### خزش صعود-لغزش نابجایی
خزش صعود صفحه‌ای نابجایی در موادی مشاهده می‌شود که آهنگ خزش اولیه بالاتری نسبت به آهنگ خزش حالت پایدار دارند.
نابجایی‌ها در سطح لغزش تا زمانی که به یک مانع برسند، سر می‌خورند. تنش اعمال شده برای غلبه بر مانع کافی نیست اما نابجایی می‌تواند از طریق نفوذ به یک سطح لغزش موازی نفوذ کند. این اتفاق از لحاظ مفهومی شبیه به لغزش متقاطع در دمای بالا است که در آن نابجایی‌ها موانع را از طریق صعود در دماهای پایین را دور می‌زنند. حرکت نابجایی شامل صعود و سر خوردن است، بنابراین این خزش صعود -لغزش نامیده می‌شود.

#### خزش هارپر دورن
خزش هارپر- دورن یک مکانیزم صعود-کنترلی است. در تنش‌های کم، در مواد با تراکم نابجایی اولیه پایین ممکن است خزش فقط از طریق صعود نابجایی صورت گیرد. در خزش هاربر-دورن نرخ کرنش در حالت پایدار و دمای ثابت با تنش رابطهٔ خطی دارد و مستقل از اندازه دانه و انرژی فعال‌سازی است که معمولاً نزدیک به انرژی شبکه کریستالی است.

## کتاب‌ها
- Poirier, J.P.؛ 1976: Plasticité à haute température des solides cristallins، آیرولز، پاریس.
- Twiss, R.J. & Moores, E.M.، ۲۰۰۰: زمین‌شناسی ساختاری، WH فریمن و همکاران (چاپ ششم)، شابک ‎۰-۷۱۶۷-۲۲۵۲-۶